# КУД „Батајница”
КУД „Батајница“ је младо културно уметничко друштво са традицијом дугом петнаест година. Седиште друштва се налази у Батајници, по чему је и добило назив.
Карактерише га скуп људи који пре свега због своје велике љубави према традицији, народној песми и игри квалитетно успевају да кроз своје учешће одржавају дух традиције и преносе обичаје пре свега српског народа из различитих крајева Србије и околине, у склопу изузетног друштва КУД-а ”Батајница”.

### Историјат
Традиција културно уметничког аматерског стваралаштва у Батајници, по неким усменим казивањима започиње 60-тих година прошлог века, и траје са прекидима до данашњих дана. Период 80-тих био је најактивнији, а исти извори наводе да је окосница програма био стваралачки опус једног од наших највећих кореографа тога доба, признатог уметника г. Маестра Бранка Марковића. Некако баш у то време, после реновирања биоскопа дошло је до пожара у коме је изгорела сала, као и простор око ње који је био у функцији приказивања културних и уметничких садржаја. И од те 1980. године, па све до 2015. године, Батајница живи у својеврсном просторном и културном мраку. На велику жалост свих грађана Батајнице, 33 године после трачак светлости на крају тунела, када је култура и њено промовисање у питању, још се није појавио. За све то време ништа није предузимано по питању реновирања и изградње Дома или неког Центра Културе. Једна таква грађевина, тј. здање, као да је избрисано са списка неопходних и преко потребних установа, које би грађанима и љубитељима свих врста и грана уметности, омогућило да на миру уживају гледајући нешто од садржаја које уметност може да пружи. Која су у многим другим мањим местима доступна, не само у непосредном окружењу, већ и у много мањим срединама по броју становника, у односу на број становника у Батајници.
Батајница је вероватно највеће насељено место на Балкану, које нема ни минимум услова (затворен простор), али ни адекватан простор под отвореним небом, који би барем у периоду пролеће-лето –јесен могао бити искоришћен за одржавање било каквих културних и других уметничких активности и манифестација, на коме би могло да присуствује више од стотинак људи.

### Рани почеци
Окупљање деце почиње личним ангажовањем брачног пара Ружице и Мирка Мутапчића, бивших играча и солиста у АКУД -у студената Универзитета у Београду „Бранко Крсмановић“, а потом и у професионалном Ансамблу Србије „КОЛО“ из Београда.
Деца су се почела окупљати с јесени 2001. године, њих петнаестак (у почетку), кроз вид школе фолклора, „Прстен“, а радило се и вежбало у просторији која је тада служила за разне активности у Основној школи „Бранко Радичевић“. Потом се једно време радило и у склоништу у улици Ивана Сенковића, у простору који су користили извиђачи, полазници у кикс боксу и деца из школе фолклора.
Идеја и иницијатива да се у Батајници обнови рад Културно уметничког друштва, јавља се 2004. год, од људи окупљених у раду са децом и родитеља, који другачије размишљају, и показују интерес да се на овом плану у Батајници, нешто покрене и уради. Захваљујући разумевању директора, дирекције и Управног одбора Јавног предузећа за Склоништа, КУД „Батајница“ је добило простор у Склоништу у ул. Севастократора Бранка бр. 77-79, у коме и данас реализује своје програме. Чланови који су почињали те 2001. године , и они који су се касније укључивали у рад, време проведено у Куд-у „Батајница“, захваљујући стручном и квалификованом раду на учењу и стицању знања, а потом и приказивању наученог из области Народне песме и игре, касније су то вредновали и искористили за одлазак у познатија друштва у Београду: „Крсманац“, „Шпанац“ и друга. А њих шесторо је одлучило да им игра и песма буду и средњошколско образовање, па су уписали Средњу балетску школу „Лујо Давичо“ у Београду.

### Секције
Друштво броји нешто више од 120 чланова разврстаних у следеће секције:
- Фолклорна Секција : Школа фолклора, Полетарци, Бумбари, Лептири, Јуниори, Први извођачки ансамбл и Ветерани
- Женска певачка група
- Дечији народни оркестар
- Велики народни оркестар
- Тамбурашки оркестар
- Секција народне радиности и ручних радова

### Репертоар
Куд „Батајница“ на програму изводи следеће кореографије разврстане по територијалној подели од Севера ка Југу:
- Пољска игра „Полонеза“
- „Свадбени мотиви из Срема“
- „Ми смо деца весела”
- „Староградске игре”
- „Бранково коло”
- „Игре из Шумадије”
- „Влашке игре”
- „Игре из Тимочке крајине”
- „Комедијаши из Риљца“ (околина Трстеника)
- „Игре из Левча”
- „Игре из Западне Србије”
- „Игре Студеничког краја”
- „Што ми омилело нане” игре Пирота и околине
- „Игре Лесковца и околине”
- „Покрај, покрај Рушке” игре из Владичиног Хана
- „Женска игра из Врања”
- „Врањанска свита”
- „Веселе Шопске игре”
- „Што ми је мило ем драго” женске игре из Македоније
- „Китка ора од Повардарието“ игра из Македоније
- „Ој девојче често ли ме сањаш” игре Гњилана и околине
- „Што ми је мерак” игре из Пчиње.

Женска и Мушка певачка група на репертоару изводе преко 30-так песама из разних крајева Србије, Косова и Македоније, Републике Српске, али и са простора некада Велике Југославије, где су некада или и сада живе Срби.

### Руководство
- Руководилац народног оркестра: Милош Мутапчић
- Вокални педагог: Ана Недељковић-Бранковић
- Кореографи: Бранко Марковић, Добривоје Путник, Драгомир Вуковић - Кљаца, Ивона Стојановска, Ненад Јаковљевић , Звездан Ђурић, Драгољуб Џаџевић, Милан Мутапчић, Мирко Мутапчић
- Асистент за народну игру: Милан Мутапчић
- Уметнички руководилац, педагог и кореограф: Мирко Мутапчић
- Управни одбор: Ђорђевић Верица, Бамбић Миланка, Мутапчић Ружица, Бјекић Радомир, Бокић Ненад
- Предсеник скупштине: Видић Стојан
- Председник друштва: Ружица Мутапчић

### Гостовања
Медијска представљања: Гостовања на РТС – у у Јутарњем програму и пет пута у „Жикиној шареници”; ТВ ОБН (гостовање у Вишеграду); „СОС“ канал; Студио „Б”; Учешћа на заједничким концертима од којих су неки имали и хуманитарни карактер, које су пропратили и медији, са познатим водитељем Иваном Зељковићем у продукцији „Emotion” и ТВ „Пинк“ снимљена у просторијама Склоништа емисија „Све за љубав“ која је приказивана и на сателитском програму.
Преко 40 остварених гостовања у Србији и ван ње: Будисава, Шајкаш, Ириг, Бегеч, Глогоњ, Гргуревци, Гроцка, Зрењанин, Ниш, Нова Пазова, Стара Пазова, Лазаревац, Рума, Врњачка Бања, Ваљево, Нови Сад, Љубовија, Вишеград, Какмуж – Петрово, Лијешће, Босански Брод, Добој (Република Српска), Мали Зворник, ГРЧКА: Ставрос, Пефкохори, ПОЉСКА: Пулави, Кељц, Краков, БУГАРСКА: Лозенец, Китен, МАКЕДОНИЈА: Битољ, Куманово, Вевчани, Охрид, Струга, Прдејци, Ђевђелија, ФРАНЦУСКА: Сант Амонд Монтронд, НЕМАЧКА: Минхен, ТУРСКА: Саримсакли, Измир, ИТАЛИЈА: Сицилија (Fondachelli Fantina, Milazzo, Gioiosa Marea, Messina, Letojanni, Venetico Superiore) КИНА:(Шангај) ...
Најлепше у свим путовањима јесу стечена пријатељства. На списку је преко 20 друштава са којима смо провели незаборавне тренутке: КУД “Бикавац” – Вишеград, КУД “Лијешће” – Лијешће, КУД “Душко Трифунович” - Босански Брод, КУД “Какмуж” - Какмуж, КУД “Добој” – Добој (Република Српска), КУД “Срма” – Битољ (Македонија), КУД “Срма” – Куманово (Македонија), КУД “Браћа Толеви” – Прдејци-Ђевђелија (Македонија), КУД “Дримкол” – Вевчани (Македонија), “Гзес” – Пулави (Пољска), МСУ “Срма” Ниш, КУД “Шајкаш” – Шајкаш, КУД “Младост” – Глогоњ, КУД “Будисава” – Будисава, КУД “Доситеј Обрадовић” – Гргуревци, КУД “Бегеч” – Бегеч, КУД “Димитрије Туцовић” – Лазаревац, Фолклорна секција О. Ш. “Светислав Голубовић – Митраљета” – Батајница, Удружење ветерана “Споменар” – Београд, КУД “Просвјета” – Мали Зворник, СКД “Свети Сава” – Минхен (Немачка)...

### Времеплов
2007. године оснивамо женску певачку групу која и данас вредно ради и остварује завидне резултате. Поред учествовања на сваком концерту КУДа, одржала је и 3 солистичка концерта, снимила и издала аудио ЦД.
2009. Године почео је са радом и велики народни оркестар. И данас раде интензивно и на завидном нивоу. Поред музичке пратње у кореографија које су на нашем програму на њиховом репертоару налази се и мноштво српских, македонских, бугарских, румунских песама, кола, ора и студијских аудио снимака.
2013. Године оснивамо и дечији народни оркестар. За годину дана узели су учешће на 7 концерата и два такмичења на којима су били једини дечији оркестар. Од еминентних стручњака добили су све речи хвале и подршке за даљи рад.
Од оснивања до новембра 2010. године имали смо око 70 концерата, а од Новембра 2010. године па до данас имали смо 90 концерата. У Србији, Босни и Херцеговини, Републици Српској, Македонији, Пољској, Француској, Немачкој, Грчкој, Турској.

### Награде
- 58. Фестивал "Аматери своме граду", такмичење нових кореографија
  - Прва награда „ОЛГА СКОВРАН“, за кореографију „ШТО МИ ОМИЛЕЛО НАНЕ“, игре Понишавља
- 56. Такмичарски фестивал ансамбала народне музике “Аматери своме граду"
  - У категорији Народни Оркестар - 1. место
  - У категорији Групе Певача (изворно певање) - 3. место
  - У категорији Вокални Солиста, Мирела Каналић уз пратњу Народног оркестра - 2. место
  - У Категорији Инструментални Солиста, освојили смо две награде: Емилија Ђуричић, солиста на кларинету - 2. место и Милош Мутапчић, солиста на хармоници - 3. место
  - У категорији Уметнички Руководилац Народног Оркестра, Милош Мутапчић - 2. место
  - У категорији Музички Аранжман, Милош Мутапчић - 3. место
  - У категорији Најбољи Сценски Наступ Ансамбала У Целини - 1. место
- Златни опанак 2015, Ваљево
  - Најбољи Ансамбл: 5. место – КУД „Батајница“
  - Најбољи Дует: 1. место – Јована Зукановић, Мирела Каналић, КУД „Батајница“
  - Најбољи Оркестар: 3. место – КУД „Батајница“
  - Најбољи Инструменталисти Солисти: 3. место – Коста Лаловић, КУД „Батајница“
  - Најбоља Солисткиња: 3. место – Марија Кудра, КУД „Батајница“
  - Најбоља Женска Певачка Група: 3. место – КУД „Батајница“